# Andrew Weil
Andrew Weil est un médecin et écrivain américain né le 8 juin 1942 à Philadelphie. Diplômé de l'université Harvard en médecine et en botanique, il est l'auteur de plusieurs ouvrages. Il est un ardent défenseur des médecines alternatives.